# Sha la la -妖怪NIGHT-
Sha la la -妖怪NIGHT-（日语：Sha la la -アヤカシNIGHT-）是日本女歌手宇浦冴香的第2張單曲。

## 概要
- 由B'z主唱稻葉浩志擔任作詞・作曲・音樂製作人（與KANONJI共同擔任）。這是稻葉首次為他人同時提供作詞・作曲，單論提供作曲，則是自出道以來（前田亘輝SOLO專輯『Feel Me（日语：Feel Me）』，1988年11月21日發售），睽違19年。並且這亦是他首次擔任自身以外藝人的音樂製作人，因此在發售前掀起了廣泛熱議。此外，在樂曲中亦擔任了和聲。
- 樂曲內容是根據商業搭配動畫『結界師』的世界觀量身打造。此外，結合歌詞內容，還發起了（100％微笑之夜）角色標誌企劃。
- 在發售日與富士電視台系『鬧鐘電視』特集聯合，公開了訪談影像。
- 儘管是動畫歌曲，但電視節目的主題曲、FM廣播局的Power Play，以及有線放送等，除了動畫以外，亦有許多樂曲的起用機會。

演奏、伴奏樂團參與者
- 大賀好修：吉他・和聲
- 綿貫正顯（日语：綿貫正顕）：吉他・和聲
- 宮内一（日语：宮内一）：吉他・和聲
- 大田紳一郎：吉他・和聲
- 滿園庄太郎：貝斯・和聲
- 黑瀨蛙一：爵士鼓

其他

## 收錄曲
1. Sha la la -妖怪NIGHT-（Sha la la -アヤカシNIGHT-）
作詞・作曲：稻葉浩志　編曲：葉山武
2. 穿越背影的笑容（背中越しの笑顔）
作詞：宇浦冴香　作曲：三好誠（日语：rumania montevideo）　編曲：葉山武
3. Sha la la -妖怪NIGHT- (Instrumental)（Sha la la -アヤカシNIGHT- (Instrumental)）

## 商業搭配
- 讀賣電視台・日本電視台系全國聯播網動畫『結界師』片頭曲
- 萬代南夢宮娛樂任天堂DS用遊戲軟體『結界師 烏森妖奇談（日语：結界師 烏森妖奇談）』廣告曲
- 東京電視台『PVTV（日语：PVTV）』2007年3月度片頭曲
- 全國31局互聯網「MU-GEN（日语：MU-GEN） ～Music Generations～」3月度片頭曲

## 收錄專輯
- Juke Vox（#1）
- GIZA studio 10th Anniversary Masterpiece BLEND 〜FUN Side〜（日语：GIZA studio 10th Anniversary Masterpiece BLEND 〜FUN Side〜）（#1）
- GIZA studio presents -Girls-（日语：GIZA studio presents -Girls-）（#1）

## Power Play
- FM青森（日语：エフエム青森） 3月度Monthly On Air
- FM山形（日语：エフエム山形） 3月度Monthly Hot Play
- TBC廣播電台（日语：東北放送） 3月度TBCイチオシ!パワープレイ
- FM福島（日语：エフエム福島） 3月度後期パワープレイ
- bayfm POWER PLAY
- TOKYO FM ブランニューソング 3月度
- Fm yokohama（日语：横浜エフエム放送） Prime Cuts 3月度
- FM富士（日语：エフエム富士） HOT SHOT AIRPLAY
- FM新潟廣播電台（日语：エフエムラジオ新潟） 3月度パワープレイ
- FM長野（日语：長野エフエム放送） 3月度"POWER PLAY"
- 静岡放送 SBSラジオ 3月のいちおしくん
- 岐阜FM放送（日语：岐阜エフエム放送） G-Power play
- FM愛知（日语：エフエム愛知） POWER PLAY
- FM京都（日语：エフエム京都） SMASH BREAK
- 三重FM放送（日语：三重エフエム放送） 3月度NEW COMMER
- FM COCOLO（日语：FM COCOLO） 3月度HEARTBEAT SELECTION
- Kiss-FM KOBE（日语：兵庫エフエム放送） 3月度Kiss HOTRAXX
- 岡山FM放送（日语：岡山エフエム放送） 3月度SLAP SHOT
- FM山口（日语：エフエム山口） 3月度「ランチタイムブレイクSkip×Skip×Skip」片尾曲
- 廣島FM放送（日语：広島エフエム放送） 3月度「LUNCHBREAK☆STYLE」片尾曲
- FM山陰（日语：エフエム山陰） 3月度V-air march J,P
- FM德島（日语：エフエム徳島） 3月度超級片尾曲
- FM香川（日语：エフエム香川） 3月度「JOY-U CLUB」片尾曲
- FM愛媛（日语：エフエム愛媛） 3月度グレノイ・今月のこれレコ
- FM高知（日语：エフエム高知） 3月度「HI-SIX M-style」片尾曲